# Britonia
Britonia (łac. Britoniensis) – stolica starożytnej diecezji w Galicji wchodząca w skład metropolii Braga. Współcześnie w północno-zachodniej Hiszpanii, obecnie katolickie biskupstwo tytularne. Od 3 grudnia 1994 na stolicy tytularnej Britonia zasiada biskup pomocniczy koszalińsko-kołobrzeski Paweł Cieślik.

## Biskupi
| Lp. | Biskup                  | Funkcja                                        | Od                | Do                |
| --- | ----------------------- | ---------------------------------------------- | ----------------- | ----------------- |
| 1   | Eugene O’Callaghan      | biskup senior diecezji Clogher (Irlandia)      | 28 listopada 1969 | 26 stycznia 1971  |
| 2   | John Brewer             | biskup pomocniczy Shrewsbury (Wielka Brytania) | 31 maja 1971      | 17 listopada 1983 |
| 3   | Edward Joseph O’Donnell | biskup pomocniczy Saint Louis (USA)            | 6 grudnia 1983    | 8 listopada 1994  |
| 4   | Paweł Cieślik           | biskup pomocniczy koszalińsko-kołobrzeski      | 3 grudnia 1994    |                   |